# Axelle Abbadie
Pour les articles homonymes, voir Abbadie.
Axelle Abbadie est une actrice française, née le 30 juillet 1951 à Alger (Algérie française)[réf. nécessaire].

## Biographie

### Formation
De 1961 à 1962, Axelle Abbadie est petit rat à l'Opéra de Marseille avant d'entrer à l'école de danse classique Nicole Daresco. Parallèlement, elle suit à partir de 1964 des cours du soir avec Irène Lamberton au Conservatoire d'art dramatique de Marseille.
En 1967, elle est reçue simultanément comme « sujet » à l'Opéra de Paris, à la suite d'un travail chorégraphique avec Maître Brieux, et au Conservatoire national supérieur d'art dramatique. Elle opte pour cette voie en intégrant les classes de René Simon puis de Robert Manuel. Elle en sort en 1970.

## Théâtre
- 1970 : Sweet Charity, comédie musicale de Cy Coleman, Dorothy Fields et Neil Simon, mise en scène  Robert Manuel, théâtre des Champs-Élysées : Blanche (sous le nom d'Astrid Abadie)[réf. nécessaire]
- 1971 : La Maison de Zaza de Gaby Bruyère, mise en scène Robert Manuel, théâtre des Nouveautés : Lola
- 1972 : Mon père avait raison de Sacha Guitry, mise en scène Paul Meurisse
- 1972 : Le Don d'Adèle de Pierre Barillet et Jean-Pierre Gredy, mise en scène Jean Le Poulain : Solange Veyron-Lafitte
- 1972-1973 : Quatre pièces sur jardin de Pierre Barillet et Jean-Pierre Gredy, mise en scène Jacques Charon, tournées Baret : Jessica / la petite bonne
- 1973 : Les Quatre Vérités de Marcel Aymé, mise en scène René Clermont, théâtre des Variétés
- 1973-1974 : Une rose au petit déjeuner de Pierre Barillet et Jean-Pierre Gredy, mise en scène René Clermont, théâtre des Bouffes-Parisiens puis théâtre des Célestins
- 1976 : Mon cœur balance, mise en scène Claude Nicot
- 1976 : N'écoutez pas, mesdames ! de Sacha Guitry, mise en scène Michel Roux, théâtre Saint-Georges
- 1978 : Mon père avait raison de Sacha Guitry, mise en scène Jean-Laurent Cochet, théâtre Hébertot : Loulou
- 1979 : Trois lits pour huit d'Alan Ayckbourn, mise en scène Pierre Mondy
- 1980 : Monsieur Dehors de Claude Reichmann, mise en scène Daniel Colas, théâtre des Mathurins : Hélène
- 1981 : Domino de Marcel Achard, mise en scène Jean Piat, théâtre Marigny
- 1982 : Mon père avait raison de Sacha Guitry, mise en scène Jean Meyer, théâtre des Célestins : Loulou
- 1983 : Le Don d'Adèle de Pierre Barillet et Jean-Pierre Gredy, mise en scène Jean-Paul Cisife : Adèle
- 1986 : N'écoutez pas, mesdames ! de Sacha Guitry, mise en scène Pierre Mondy, théâtre du Palais-Royal : Madeleine Bachelet
- 1987 : Y'a pas qu'Agatha de Jacques Bedos, mise en scène René Clermont, théâtre de la Renaissance : Eloïse
- 1987 : Monsieur Masure de Claude Magnier, mise en scène Michel Roux, théâtre Daunou
- 1990 : Topaze de Marcel Pagnol, mise en scène Francis Perrin : Suzy
- 1990 : Oui, patron de Jean Barbier, mise en scène Gérard Savoisien, théâtre des Nouveautés
- 1993 : Topaze de Marcel Pagnol, mise en scène Francis Perrin, théâtre des Célestins : Suzy
- 1995 : Le Saut du lit de Ray Cooney et John Chapman, mise en scène Raymond Acquaviva
- 1995 : La Puce à l'oreille de Georges Feydeau, mise en scène Jean-Claude Brialy
- 1996-1998 : Archibald de Julien Vartet, mise en scène de l'auteur, théâtre des Mathurins : la baronne Tricot
- 1999 : La Surprise de Pierre Sauvil, mise en scène Annick Blancheteau, théâtre Saint-Georges : Catherine Chabrier
- 2004 : Un beau salaud de Pierre Chesnot, mise en scène Jean-Luc Moreau, Théâtre de Paris
- 2005 : Trop c'est trop de Georges Beller et Yvan Varco, mise en scène Georges Beller, Bobino
- 2007-2009 : L'Huître de Didier Caron, mise en scène de l'auteur, théâtre Daunou et tournée
- 2013 : Gigi de Colette et Anita Loos, mise en scène Richard Guedj, théâtre Daunou
- 2020 : L'Importance d'être Constant d'Oscar Wilde, mise en scène Arnaud Denis, théâtre Tête d'or, tournée
- 2024 : Cinq à sept de Neil Simon, mise en scène Gérard Moulévrier, théâtre Tête d'Or
- Canapé-lit, mise en scène Jacques Ardouin
- Un fil à la patte, mise en scène Jean Rougerie
- Truffaldin, serviteur de deux maîtres de Carlo Goldoni, mise en scène Michel Galabru
- L'Ironie du sort, mise en scène Daniel Colas

## Filmographie

### Cinéma
- 1972 : Le Rempart des béguines de Guy Casaril : Catherine Chabrier
- 1974 : OK patron de Claude Vital : Sophie Hutin
- 1980 : Le Coup du parapluie de Gérard Oury : Juliette, la fleuriste
- 1982 : Jamais avant le mariage de Daniel Ceccaldi
- 1996 : Pédale douce de Gabriel Aghion : Claire
- 1998 : Le Clone de Fabio Conversi : Geneviève
- 1999 : Quasimodo d'El Paris de Patrick Timsit : Mme Le Gouverneur
- 2002 : Une femme de ménage de Claude Berri : Hélène
- 2003 : Les Côtelettes de Bertrand Blier : Bénédicte
- 2004 : Mariage mixte d'Alexandre Arcady : Colette Abecassis
- 2005 : L'Anniversaire de Diane Kurys : Florence
- 2007 : Vent mauvais de Stéphane Allagnon : Mme Pajo
- 2009 : Bambou de Didier Bourdon : Geneviève Nevers

### Télévision
- 1971 : Au théâtre ce soir : La lune est bleue de Hugh Herbert, adaptation Jean Bernard-Luc, mise en scène René Clermont, réalisation Pierre Sabbagh, théâtre Marigny : Patty O'Neill
- 1972 : Au théâtre ce soir : Le Don d'Adèle de Pierre Barillet et Jean-Pierre Gredy, mise en scène Jean Le Poulain, réalisation Pierre Sabbagh, théâtre Marigny : Solange Veyron-Lafitte
- 1973 : Le Provocateur de Bernard Toublanc-Michel  : Simone, l'employée du pressing
- 1974 : Tovaritch de Jacques Deval, réalisation François Villiers
- 1975 : Au théâtre ce soir : Mon cœur balance de Michel Duran, mise en scène Claude Nicot, réalisation Pierre Sabbagh, théâtre Édouard-VII : Gertrude
- 1976 : Le Siècle des lumières de Claude Brulé : Sylvia
- 1977 : Bergeval et Fils d'Henri Colpi : Pascaline Bergeval
- 1977  : Au théâtre ce soir : Bonne chance, Denis de Michel Duran, mise en scène Claude Nicot, réalisation Pierre Sabbagh, théâtre Marigny : Clémence
- 1977  : Au théâtre ce soir : L'Archipel Lenoir d'Armand Salacrou, mise en scène René Clermont, réalisation Pierre Sabbagh, théâtre Marigny : Marie-Blanche
- 1977 : Les Folies Offenbach : Monsieur Choufleuri restera chez lui de Michel Boisrond : Jacinthe
- 1978 : Au théâtre ce soir : Le Colonel Chabert d'Albert Husson et Jean Meyer d'après Honoré de Balzac, mise en scène Jean Meyer, réalisation Pierre Sabbagh, théâtre Marigny
- 1979 : Au théâtre ce soir : Le Bon Débarras de Pierre Barillet et Jean-Pierre Gredy, mise en scène Jacques Ardouin, réalisation Pierre Sabbagh, théâtre Marigny : Delphine
- 1979 : La Lumière des justes de Yannick Andréi : Delphine de Charlaz
- 1980 : Baccarat ou les Verres du Tsar d'Henri Calef, scénario et dialogues de Gilles Laporte
- 1980 : Les Amours des années folles, épisode Le Danseur mondain de Gérard Espinasse : Estelle Morange
- 1981 : Dickie roi de Guy-André Lefranc : Christine
- 1981 : Au théâtre ce soir : Monsieur Masure de Claude Magnier, mise en scène René Clermont, réalisation Pierre Sabbagh, théâtre Marigny : Jacqueline
- 1981 : Au théâtre ce soir : Monsieur Dehors de Claude Reichmann, mise en scène Daniel Colas, réalisation Pierre Sabbagh, théâtre Marigny : Hélène
- 1981 : L'Atterrissage de François Chalais : l'hôtesse de l'air
- 1981 : Ce monde est merveilleux de Guy Jorré : Irma
- 1982 : Le Château de l'Amaryllis d'Henri Colpi : Juliette
- 1984 : Les Amours des années cinquante, épisode La mariée était trop belle de Gérard Espinasse : Judith
- 1984 : Emportez-la avec vous de Jean Sagols : la femme sponsor
- 1988 : La Baby-sitter, épisode Gags à gogo de Christiane Leherissey
- 1989 : Douce France de Nino Monti : Catherine Valandré
- 1991 : Au théâtre ce soir : Oui patron ! de Jean Barbier, réalisation Georges Folgoas : Lyliane Masson
- 1992 : La Gym de Daniel Moosmann
- 1992 : Le Moment ou jamais de Philippe Galardi
- 1990 : Au théâtre ce soir : Topaze de Marcel Pagnol, mise en scène Francis Perrin, réalisation Georges Folgoas : Suzy
- 1998 : Maigret, épisode Maigret et l'Inspecteur cadavre de Pierre Joassin
- 2002 : Le Grand Patron : Cas de conscience de Claudio Tonetti : Hélène Debarre
- 2005 : Diane, femme flic : Parents indignes d'Étienne Dhaene : Viviane Fabre
- 2005 : P.J., épisode Recel de Gérard Vergez : Patricia Morin
- 2005 : Le Frangin d'Amérique de Jacques Fansten : Juliette adulte
- 2007 : La Fille du chef de Sylvie Ayme : Hélène Duroc
- 2010 : Histoires de vies, épisode Préliminaires de Jean-Marc Rudnicki : Solange
- 2013 : Plus belle la vie, épisode Petits arrangements avec l'amour de Christian François : Constance Guerrier
- 2013-2014 : Famille d'accueil de Stéphane Kaminka : Mme Vallier (12 épisodes)
- 2019 : Sam, épisode Simon de Jean-Marc Brondolo : Maryse Bordat